# Cyclocephala variabilis
Cyclocephala variabilis är en skalbaggsart som beskrevs av Hermann Burmeister 1847. Cyclocephala variabilis ingår i släktet Cyclocephala och familjen Dynastidae. Inga underarter finns listade i Catalogue of Life.